# Графство Вирнебург
Графството Вирнебург или Фирнебург (на немски: Grafschaft Virneburg) е територия на Свещената Римска империя в днешен Рейнланд-Пфалц, Германия.

## История
Графовете на Вирнебург се появяват за пръв път в документи като свидетели през 11 век. Център на графството и резиденция на род Вирнебурги е замък Вирнебург. През 1192 г. братята Готфрид и Фридрих фон Вирнебург са споменати с техния дворец Верненбург („Vernenburgh“).